# Hamilton Othanel Smith
Hamilton Othanel Smith (New York, 23 augustus 1931) is een Amerikaans microbioloog en Nobelprijswinnaar.

## Biografie
Smith werd geboren in New York als zoon van professor Bunnie Othanel Smith en de onderwijzers Tommie Naomi Hackey. Hij begon zijn studie aan de University Laboratory High School of Urbana, Illinois. Daarna ging hij naar de Universiteit van Illinois te Urbana-Champaign, maar in 1950 stapte hij over naar de Universiteit van Californië, Berkeley. Hier behaalde hij in 1952 zijn Bachelor in wiskunde. In 1956 kreeg hij zijn medisch diploma van de Johns Hopkins-universiteit. Hierna was hij werkzaam aan de Washington-universiteit in Saint Louis en de Universiteit van Michigan voordat hij in 1967 terugkeerde naar Johns Hopkins. In 1973 werd hij aldaar benoemd tot hoogleraar microbiologie.

## Werk
Na zijn studie ging Smith zich bezighouden met onderzoek naar restrictie-enzymen. Voor zijn ontdekking van type II restrictie-enzymen won hij in 1978 samen met Werner Arber en Daniel Nathans de Nobelprijs voor de Fysiologie of Geneeskunde.
Later werd hij een vooraanstaand figuur op het gebied van genomica. In 1995 maakten hij en zijn team een sequentie van het eerste bacteriële genoom, te weten die van de Haemophilus influenzae. H. influenzae was hetzelfde type organisme waarin Smith in de jaren zestig een restrictie-enzym had ontdekt dat de symmetrische nucleotidevolgorde in dubbelstrengs-DNA kon doorbreken. Deze breukplaatsen bleken op vaste plaatsten te liggen waar de nucleotidevolgorde rotatiesymmetrie vertoond. Deze ontdekking gaf aanleiding tot het vinden van restrictie-enzymen bij allerlei bacteria en bleek van grote betekenis te zijn in het onderzoek naar recombinant DNA. Smith speelde ook een belangrijke rol bij het onderzoek naar het menselijk genoom. In 1998 ging hij werken bij Celera Genomics, waarvan hij mede-oprichter was.
Smith kreeg in 2002 de leiding over een team aan het J. Craig Venter Institute, waarmee hij werkt aan het maken van een synthetische bacterie, Mycoplasma laboratorium.